# بخيت وعديلة 2: الجردل والكنكة
بخيت وعديلة 2: الجردل والكنكة هو فيلم مصري عرض عام 1997 م، بطولة عادل إمام وشيرين، من تأليف لينين الرملي ومن إخراج نادر جلال، وهو الجزء الثاني من فيلم بخيت وعديلة والذي عرض عام 1996 م.

## قصة الفيلم
تدور أحداث الفيلم في إطار كوميدي ساخر، حيث يتعرض بخيت وعديلة لمشاكل كثيرة ويحاولون شراء شقة للزواج والعيش فيها ولكن جميع الشقق في مصر والإسكندرية ثمينة، فيترشحوا للانتخابات من أجل نيل شقة ومن يفوز في الانتخابات هو من يحصل على شقة، فتتطور الأحداث ليتعرفوا على كبار الشخصيات من النواب وتجار المخدرات ويصبح همهم الوحيد نيل النقود وليس الفوز في الانتخابات البرلمانية.

## طاقم التمثيل
- عادل إمام: (بخيت حنيدق المهيطل)
- شيرين: (عديلة على صندوق)
- سعيد صالح: (خميس)
- أحمد راتب: (نزيه)
- سعيد عبد الغني: (رسمي - مدير المصنع)
- نظيم شعراوي: (واصل بيه)
- ممدوح وافي: (مصيلحى بيه)
- محمد هنيدي: (سائق التاكسي)
- علاء ولي الدين: (الشاويش رجل الشرطة)
- سامي سرحان
- صفاء الطوخي
- طلعت زكريا: (تاجر مخدرات)
- فايق عزب: (تاجر مخدرات)
- حسن حسني: (رئيس مجلس الشعب - ضيف شرف)
- عزت أبو عوف: (عضو مجلس الشعب - ضيف شرف)
- مصطفى متولي: (عضو مجلس الشعب - ضيف شرف)
- يوسف عيد: (ضيف الفيلم)
- غريب محمود: (ضيف الفيلم)

### بالاشتراك مع
| - كمال سليمان: (أبو الوفا) - محمد الشوشابي - محمد عبد الجواد: (وكيل النيابة) - نعيم عيسى - سلوى عثمان: (مدرسة زميلة عديلة) - فاتن شعبان: (مدرسة زميلة عديلة) - هانم محمد: (عزيزة - والدة بخيت) - عثمان عبد المنعم: (صندوق - والد عديلة) - كوثر رمزي: (زوجة صندوق) - قاسم الدالي: (السمسار) | - قدرية كامل - أحمد سامي عبد الله - عبد الحميد أنيس: (من رجال رسمي) - فتحي عبد الوهاب - هالة إبراهيم - حسن الديب - سليمان عيد: (شامبوزو) - محمود البزاوي: (الضابط) - ضياء عبد الخالق - سيد حاتم | - مجدي كامل - عادل برهام: (مدير المستشفى) - محمود جاويش: (حودة) - مايا وليد: (طفلة) - ناجي سعد: (القاضي) - علي الزفتاوي - أشرف المحلاوي - خالد مسعد - العربي عبد الفضيل - سيد جبر | - عادل أبو الغيط: (فراش المدرسة) - محمد عتريس - حمدي حفني - محمد عوض - عمر سلطان: (منسق حملة الانتخابات) - صبري إسكندر: (مسئول في لجنة إنتخابية) - هاني فخفخينا: (فيزا) - نعمات عبد الناصر - محمد مندور |

## فريق العمل
- إخراج: نادر جلال
- تأليف: لينين الرملي
- مدير التصوير: سمير فرج
- مونتاج: صلاح عبد الرازق
- موسيقى تصويرية: مودي الإمام
- إنتاج: ساجا فيلم (هشام حلمي عزب)
- توزيع داخلي: ساجا فيلم (هشام حلمي عزب)
- توزيع خارجي: يوسف الطاهر وشركاه
- توزيع الفيديو: الدقي فيديو فيلم

## روابط خارجية
- بخيت وعديلة 2: الجردل والكنكة على موقع IMDb (الإنجليزية)
- بخيت وعديلة 2: الجردل والكنكة على موقع الدهليز
- بخيت وعديلة 2: الجردل والكنكة على موقع قاعدة بيانات الأفلام العربية
- بخيت وعديلة 2: الجردل والكنكة على موقع قاعدة بيانات الفيلم (الإنجليزية)
- بخيت وعديلة 2: الجردل والكنكة على موقع ليتربوكسد (الإنجليزية)